# Соколов, Борис Александрович (кинодокументалист)
Бори́с Алекса́ндрович Соколо́в (13 февраля 1920, Петроград — 16 января 2019, Москва) — советский оператор документального кино, фронтовой кинооператор в годы Великой Отечественной войны. Заслуженный деятель искусств РСФСР (1980), лауреат Сталинской премии второй степени (1948).

## Биография
Родился в Петрограде.
 В 1941 году после окончания операторского факультета ВГИКа был направлен на преддипломную практику на Московскую студию кинохроники.
 В июне 1941 года с группой фильма «Город в обороне» выехал на экспедицию в Коломну, где на 22 июня намечался первый съёмочный день. Из-за начавшейся войны от работы над фильмом пришлось отказаться.
 В октябре 1941 года вместе со студией был эвакуирован в Алма-Ату, где до сентября 1944 года снимал тыловую хронику на Алма-Атинской студии кинохроникально-документальных фильмов.
По возвращении в Москву был направлен во фронтовую группу 1-го Белорусского фронта в звании капитана. Снимал бои в Польше, Германии.
 В мае 1945 года вдвоём с оператором Михаилом Посельским пришлось снимать берлинскую тюрьму, а в ней отдельно камеру пыток и казней. Заснятые ими кадры с гильотиной в камере пыток включил позднее в свой фильм «Иваново детство» режиссёр Андрей Тарковский.
 Соколов был одним из тех, кто участвовал в съёмках подписания акта о безоговорочной капитуляции Германии.
С августа 1945 года был переведён на Забайкальский фронт.
По окончании войны работал на Центральной студии документальных фильмов (1945—1949), на Литовской киностудии (1949—1955), на «Мосфильме» (1955—1959). С 1959 по 1981 год работал на Центральном телевидении в качестве главного оператора, режиссёра, в 1970—1980-х годах был художественным руководителем отдела «Хроника» ТО «Экран».
Автор нескольких сот сюжетов для кинопериодики: «Новости дня», «Советский спорт», «Тарибу Летува», телевизионных репортажей о пребывании правительственных делегаций в ГДР, Мексике (1959), Индии, Индонезии, США (1960), НРБ (1961), СРР (1962), Египте (1964), а также сюжетов и очерков для Центрального телевидения.
Член КПСС с 1952 года, член Союза кинематографистов СССР с 1961 года, почётный член Гильдии кинооператоров СК России.
Скончался 16 января 2019 года в Москве.

## Семья
Жена — Соколова Ольга Васильевна, врач

## Награды и звания
- орден «Знак Почёта»
- два ордена Красной Звезды (18 июня 1945) — за съёмки во время освобождения Варшавы
- 31 медаль, в том числе:
  - медаль «За оборону Москвы» (1944)
  - медаль «За освобождение Варшавы» (1945)
  - медаль «За взятие Берлина» (1945)
  - медаль «За победу над Германией в Великой Отечественной войне 1941-1945 гг.» (1945)
  - медаль «За победу над Японией» (1945)
- Сталинская премия второй степени (1948) — за фильм «Советская Латвия» (1947)
- заслуженный деятель искусств РСФСР (1980)
- орден Отечественной войны II степени (6 апреля 1985)
- орден Петра Великого I степени (2004)[1]

## Фильмография
- 1944 — Варшава (совм. с группой операторов)
- 1945 — В Померании (совм. с группой операторов)
- 1945 — Знамя Победы над Берлином водружено (спецвыпуск; совм. с группой операторов)
- 1945 — Берлин (совм. с группой операторов)
- 1945 — От Вислы до Одера (совм. с группой операторов)
- 1945 — Парад Победы (совм. с группой операторов)
- 1945 — Разгром Японии (совм. с группой операторов)
- 1946 — 1-е Мая 1946 года (совм. с группой операторов)
- 1947 — Советская Латвия (совм. с Ю. Монгловским, Т. Бунимовичем, В. Массом, М. Посельским, Б. Небылицким, А. Щекутьевым)
- 1948 — 1-е мая 1948 года (совм. с группой операторов)

## Память
- документальный фильм «Из жизни кадра не выбросить» режиссёра Игоря Мордмилловича, РЦСДФ, 2010[1].